# Kurdes chrétiens

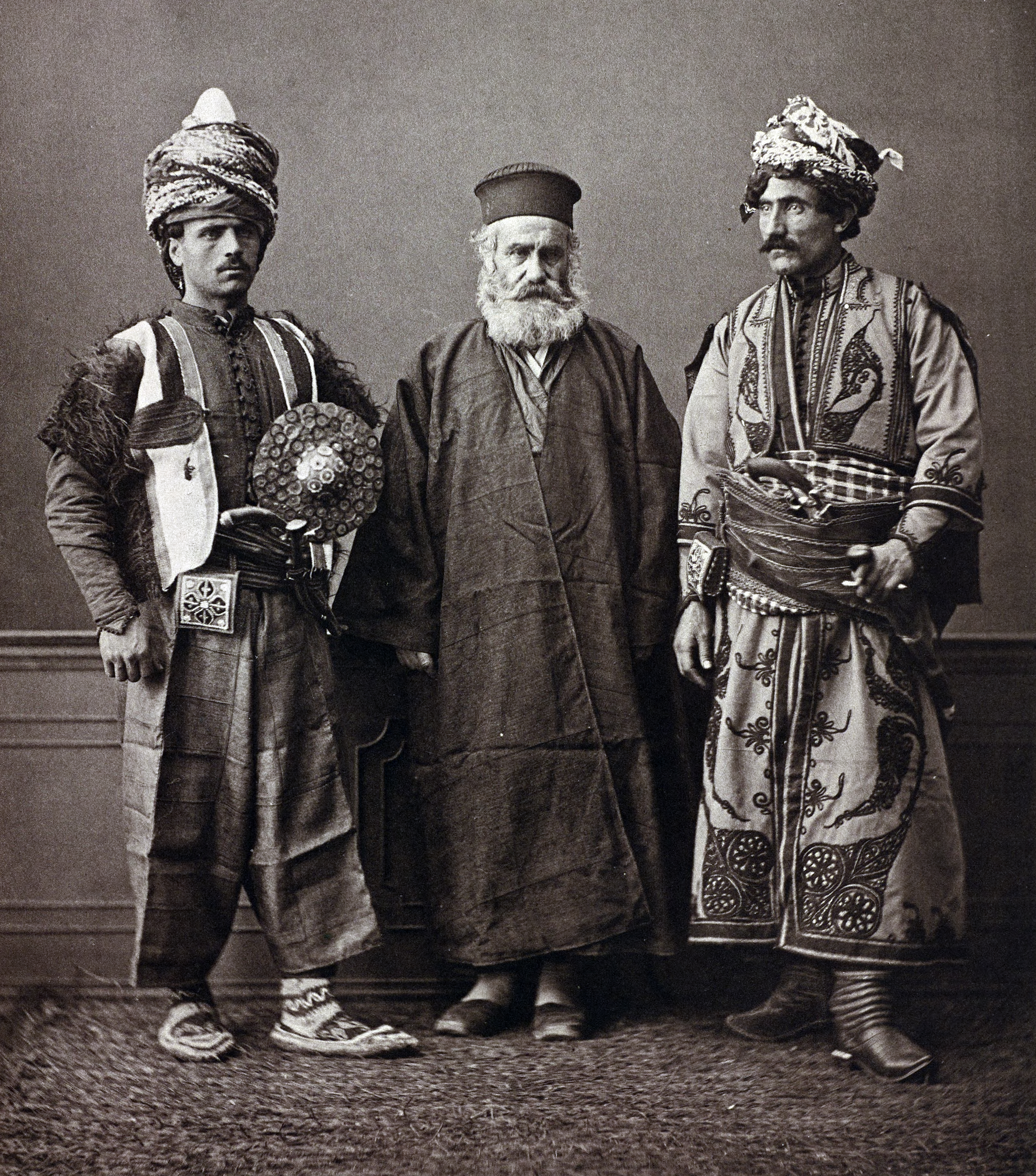
Deux Kurdes avec un prêtre catholique arménien en 1873

Les Kurdes chrétiens (en kurde : Kurdên Xirîstî) sont des Kurdes de religion chrétienne. Certains Kurdes avaient historiquement suivi le christianisme et sont restés chrétiens lorsque la plupart des Kurdes se sont convertis à l'islam, cependant, la majorité des chrétiens kurdes modernes sont des convertis.

## Histoire
Selon des documents coptes, le premier missionnaire chrétien auprès des Kurdes a été l'apôtre André,. Le christianisme commença alors à devenir une religion importante dans les régions kurdes à partir du Ve siècle. En effet, Sabas le Sanctifié serait parvenu à convertir de nombreux zoroastriens durant le Ve siècle, le zoroastrisme étant la principale religion des Kurdes à cette époque,.
Après la conquête arabe, beaucoup de ces Kurdes chrétiens sont convertis à l'islam. Cependant, des Kurdes continuent de se convertir au christianisme après l'islamisation[style à revoir]. Ainsi, au IXe siècle, Nasr or Narseh, un général kurde de l'armée byzantine, s'est converti au christianisme en prenant le nom de Théophobos durant le règne de l'empereur byzantin Théophile
Au Xe siècle de notre ère, le prince kurde Ibn ad-Dahhak, qui possédait la forteresse d'al-Jafary, se convertit de l'islam au christianisme orthodoxe et en retour, les Byzantins lui donnent des terres et une forteresse. En 927 après J.-C., lui et sa famille sont exécutés lors d'un raid par Thamal al-Dulafi, le gouverneur de Tarse.
À la fin du XIe et au début du XIIe siècle après J.-C., les chrétiens kurdes demeurent une minorité de l'armée de la ville forteresse de Shayzar, près de Hama, en Syrie.
Les Zakarids-Mkhargrdzeli, une dynastie géorgienne-arménienne d'origine Kurde,,,,, a gouverné certaines parties du nord de l'Arménie au XIIIe siècle de notre ère et a essayé de revigorer les activités intellectuelles en fondant de nouveaux monastères.
Marco Polo, dans son livre, déclare qu'une minorité des Kurdes qui habitent la partie montagneuse de Mossoul sont chrétiens, tandis que les autres sont musulmans.
Les convertis chrétiens kurdes font généralement partie de l'Église de l'Est. En 1884, des chercheurs de la Royal Geographical Society rapportent qu'à Sivas, une tribu kurde locale, probablement d'origine arménienne, conserve certaines observances chrétiennes et s'identifie parfois comme chrétienne.
Une partie importante des convertis chrétiens kurdes sont en fait d'origine yézidie. Au XVIIe siècle, les missionnaires carmélites, franciscains et jésuites affluent dans les régions yézidies, principalement à Sinjar et en Syrie. Certains Yézidis ottomans se sont convertis au christianisme en raison de problèmes sociaux concernant le yézidisme. Au XIXe siècle, les missionnaires protestants et catholiques développent un intérêt pour les Yézidis. Dans l'Empire ottoman, quitter l'Islam est un crime, cependant, comme les Yézidis ne sont pas musulmans, ce n'est pas un crime pour eux de se convertir ni de les convertir. L'activité missionnaire chrétienne prospère dans les communautés yézides. Dans les années 1880, le gouvernement ottoman commence le missionnariat islamique pour les Yézidis, affirmant que puisque les communautés yézides sont ouvertes aux missionnaires chrétiens, elles pourraient tout aussi bien être ouvertes aux missionnaires islamiques. Les missionnaires chrétiens ont plus tard attiré l'attention mondiale sur les Yézidis, qui étaient une communauté isolée. Les Yézidis qui ont quitté le yazidisme préféraient généralement le christianisme à l'islam.

## De nos jours
Durant la période récente, un certain nombre de Kurdes se sont convertis au christianisme. Après la Guerre du Golfe en 1991, des organisations chrétiennes sont venues en aide aux réfugiés kurdes, surpris de voir l'aide provenir des Chrétiens.
Dans les années 2000, l'Église kurdophone du Christ s'est établie à Erbil et s'est étendue en créant des annexes à Souleimaniye et Dahuk. C'est la première Église évangélique kurde. Son logo est formé d'un soleil (rappelant le drapeau du Kurdistan) et d'une croix s'élevant derrière une chaîne de montagnes. L'Église kurdophone du Christ a tenu sa première conférence à Ainkawa en 2005, au nord d'Erbil, rassemblant près de 300 Kurdes nouvellement convertis. Alors que l'islam rejette l'utilisation de la langue kurde, l'usage du kurde durant les messes et prières au sein de l'Église kurdophone du Christ constitue une attractivité importante parmi la population kurde. En dépit des menaces en provenance d'islamistes radicaux, les églises évangéliques sont pour le moment tolérées par le gouvernement régional du Kurdistan soucieux de préserver une image démocratique. Le gouvernement régional a également autorisé la Société biblique à ouvrir une branche dans la Région.
Depuis 2001, le Servant Group International a établi trois Écoles mèdes, qui sont des écoles chrétiennes anglophones. Depuis 2005, ces établissements accueillent 700 élèves à Souleimaniye, Erbil et Duhok.
Il y a eu une vague de conversion kurde au christianisme après la Dislocation de l'URSS. La plupart des convertis kurdes au christianisme dans les États post-soviétiques étaient d'origine yézide. En Arménie, environ 3 600 Yézidis se sont convertis au christianisme. Les convertis yézidis au christianisme ont été isolés des yézidis. En 2023, un groupe missionnaire évangélique a suscité la controverse après avoir prié dans un temple yézidi pour la destruction du yézidisme. Après le génocide yézidi, il y a eu une vague de conversion yézide au christianisme, principalement par l'intermédiaire de missionnaires. Vian Dakhil a exhorté la région du Kurdistan à interdire les missionnaires chrétiens, bien que le KRG ait refusé, et son "Bureau des affaires chrétiennes" a affirmé que les missionnaires agissaient de manière éthique. Les missionnaires chrétiens considéraient l'afflux de réfugiés yézidis dans la région du Kurdistan comme une "opportunité en or" de conversion, car les yézidis étaient historiquement si isolés que même les missionnaires irakiens autochtones ne pouvaient pas les convertir. À la fin de 2015, environ 800 Yézidis se sont convertis au christianisme, et plus de 70 % des convertis chrétiens dans les camps de réfugiés étaient yézidis. Walid Shoebat a critiqué Vian Dakhil et ses tentatives d'interdiction du prosélytisme chrétien, affirmant qu'elle préférait "adorer Lucifer au lieu de Jésus". Les Yézidis sont connus pour leur haine du christianisme, en particulier les missionnaires.".
Madai Maamdi, un Yazidi géorgien converti à l'Église orthodoxe géorgienne, est devenu le premier kurde ethnique ordonné dans la prêtrise chrétienne orthodoxe en février 2023 par le diocèse nord-américain de l'Église orthodoxe géorgienne.
Certains Arméniens cachés qui étaient kurdes et islamisés s'étaient convertis au christianisme dans leurs tentatives de retour à leurs racines arméniennes. De nombreux chrétiens kurdes n'étaient pas des Kurdes ethniques, mais des Arméniens et des Assyriens ethniques qui vivaient au Kurdistan et parlait le kurde et étaient considérés comme des chrétiens kurdes,. En 2019, environ 80 à 100 Kurdes se sont convertis au christianisme dans la ville de Kobanî,,. Un pasteur évangélique d'Alep a affirmé que les convertis kurdes au christianisme étaient souvent mécontents de l'islam en raison des politiques anti-kurdes de Recep Tayyip Erdoğan qui promouvaient l'islamisme et le nationalisme turc, ainsi que des atrocités commises contre les Kurdes en Syrie par des islamistes soutenus par la Turquie pendant la guerre civile syrienne.
Des Kurdes chrétiens revendiquent désormais la possibilité de changer leur appartenance religieuse inscrite sur leurs cartes d'identité.
Un des kurdes chrétiens les plus connus est Daniel Ali, converti au christianisme en 1995 et ayant écrit deux ouvrages expliquant les raisons de son rejet de l'islam. Un autre kurde chrétien est Majeed Rashid Mohammed qui a fondé un réseau regroupant près de 2000 anciens musulmans kurdes.